# Худякова (Тюменская область)
Худякова — деревня в сельском поселении Кутарбитское, Тобольского района Тюменской области.
Рядом протекает река Турба и Тобол.
Дороги с твердым покрытием. Автобусное сообщение.

## История
События, происходившие в этих местах в 1581 году, так описывает историк Г. Ф. Миллер:
«Когда казаки во главе с Ермаком 26 июля 1581 г. на рассвете достигли устья реки Турбы, впадающей в Тобол с правой стороны, то собравшаяся там большая татарская сила грозила им окончательной гибелью, если бы они осмелились двинуться дальше. В недалеком расстоянии, на правой стороне Тобола, ниже реки Турбы, находится крутой и высокий берег; он тянется далеко вниз по течению и поэтому прозван Долгим яром. Он был весьма удобен неприятелю для того, чтобы оттуда беспокоить казаков. По этой причине Ермак не решался продолжать путь. Он приказал остановиться около острова, расположенного по Тоболу, немного выше Долгого яра, советовался здесь с казаками и вместе с ними обратился с горячей молитвой к Богу. В то время будто бы произошло следующее: находившееся на одном из судов знамя с образом Спасителя, которое казаки больше всего чтили, само собой поднявшись со своего места, пошло якобы по левому берегу вниз по течению реки Тобола. Когда Ермак и казаки это увидели, то, воспрянув духом, они будто бы двинулись со всеми своими судами вслед за знаменем, причем Божеская помощь была так явна, что бесчисленные стрелы, которые беспрестанно на них летели, не причинили казакам ни малейшего вреда. После того, как они благополучно миновали это опасное место, знамя будто бы снова стало на свое место».

## Улицы
- Луговая улица
- Лесная улица
- Новая улица
- Улица Мира
- Центральная улица

## Население
| 2010 |
| ---- |
| 100  |